# 人工地震
人工地震（英語：artifical earthquake) 是指由人为活动引起的地震。以人為採用強力炸藥直接破壞地殼，藉以測得相關研究數據，或進行礦藏開採，武器測試等活動。例如2017年發生在朝鮮民主主義人民共和國的Mw6.3地震，便是進行核子試驗所造成的。